# Yahoo!知恵袋
Yahoo!知恵袋（ヤフーちえぶくろ）とは、LINEヤフー（Yahoo! JAPAN）が運営する、電子掲示板上で参加者同士が知識や知恵を教え合うナレッジコミュニティ、知識検索サービスである。Yahoo! JAPANのトップ画面などでは単に知恵袋とも略称される。
2004年4月にベータ版としてサービスが提供され、2005年11月に正式版として開始された。2006年5月からはモバイル版のサービスを開始し、携帯電話（フィーチャーフォン）などでも利用できるようになっていたが、携帯電話（iモード、EZweb、Yahoo!ケータイ）版のサービスが終了した2016年12月14日以降、携帯電話からは利用できない。
2011年からは「知恵ノート」サービスも開始されたが、2017年11月30日をもって終了。

## 概要
2004年4月7日にベータ版で提供され、2005年11月7日に正式版としてオープン。2006年12月18日にリニューアル。2007年9月27日にモバイル版をリニューアルし、2008年にはスマートフォンからも利用できるようになった。また、携帯版のデザインを大幅に変更し「チエモバ」という愛称がつけられている。
2012年9月12日よりYahoo!プレミアムの会員に対し、質問・回答に入力できる文字数が増加するなどの特典が追加されたが、2019年4月3日よりこの特典は廃止された。
質問や回答にはYahoo! JAPANのIDが必要である。 知恵袋参加者のことをチエリアンと呼ぶ
Yahoo! JAPAN IDを取得し、ガイドラインへの同意確認を行えば無料で利用できるサービスであるため、回答が誤っていることも非常に多い。また、質問を投稿した人が回答の正確性を正しく判断できず、誤った回答をベストアンサーに選んでしまうことがあり、その点も非常に問題が大きい。回答の正確性はまったく保証されていない。
当社は、提供するサービスの内容について、瑕疵（かし）やバグがないことは保証しておりません。
また、当社は、お客様にあらかじめ通知することなくサービスの内容や仕様を変更したり、提供を停止したり中止したりすることができるものとします。—（利用規約 第1編 基本ガイドライン）、2022年4月1日改定

## 沿革
- 2004年（平成16年）4月7日 - ベータ版としてサービス開始[2]。
- 2005年（平成17年）
  - 9月29日 - 情報誌R25編集部が知恵袋に参加。
  - 11月7日 - 正式版として公開[15]。開始当初はサーバ負荷による閲覧エラーが続出した。
- 2006年（平成18年）
  - 5月9日  - モバイル版知恵袋を開始[16]。
  - 12月18日 - リニューアルにより、大幅に仕様変更・追加がされた[注 4]。
- 2007年（平成19年）
  - 9月27日 - モバイル版知恵袋がリニューアル。チエモバという愛称もつけられ、携帯からも質問・回答ができるようになった[17]。
- 2008年（平成20年）
  - 1月8日 - 知恵袋参加者が中学校カテゴリに爆破予告を投稿[18]。11日に逮捕された。
  - 6月26日 - 質問の詳細ページなどを大幅リニューアル。質問ページにYahoo!アバターが表示されるようになった[19]。
  - 11月19日 - 質問、回答に画像を添付できるサービスを開始。
  - 11月20日 - 知恵コレクションを開始。知恵コレという愛称がつけられた。
- 2009年（平成21年）2月23日 - 大幅なリニューアル。「カテゴリマスター」「太鼓判」など制度・コーナーの追加[20]。
- 2011年（平成23年）
  - 2月26日 - この日までにaicezukiによる大学入試問題ネット投稿事件発生。
  - 6月9日 - PC版My知恵袋大幅リニューアル。知恵コインを使ってMy知恵袋のデザインが変更できるようになった[21]。
- 2011年（平成23年）8月20日 - 知恵ノートのサービス提供開始。
- 2012年（平成24年）
  - 4月5日 - この日より「解決済みの質問の投稿者名を非公開にできる機能」が期間限定で提供された[22][注 5]。
  - 4月19日 - 新着通知と回答ひろばのレイアウトがリニューアル。またYahooIDとニックネームのどちらでの利用も可能となる。
  - 8月15日 - 新機能「ナイス!」ボタンが追加される[注 6]。
  - 9月12日 - プレミアム会員（有料会員）の質問・回答の最大文字数が従来の約2倍となった。
  - 10月 - Yahooアバターの画像表示機能が終了した。
  - 11月28日 - プレミアム会員限定で「解決済みの質問・回答の投稿者名を非公開にする機能」が追加された[24]。
  - 12月6日 - 「レコメン!知恵袋」を文化放送制作・NRN系『レコメン!』の曜日別コーナー（※ネットセールス後半枠）としてタイアップ企画で実施。
- 2013年（平成25年）9月25日 - 質問の取り消しに必要な知恵コインの枚数が、回答が寄せられた質問に限り300枚に変更される[注 7]。
- 2014年（平成26年）
  - 3月13日 - JASRACと個別に許諾契約を締結し、使用料を支払うことなく歌詞を投稿することが可能になった[25]。
  - 5月 - 回答記入欄が新しくなる[注 8]。
  - 7月23日 - 解決済みの投稿に補足できる新機能「ちょい足しアンサー」が追加。
  - 6月9日 - それまで21段階だった知恵袋のグレードが100段階に変更される[注 9]。
  - 9月15日 - 解決済みの投稿に補足できる機能「ちょい足しアンサー」が終了。[注 10]。
  - 12月17日 - 「活躍中のチエリアン」のうち、「アドバイザー」「知恵袋マスター」の称号が廃止される。
- 2016年（平成28年）
  - 4月7日 - サーバーメンテナンスと同時に実施されたAndroid版アプリのアップデートにより、Androidからも匿名投稿（ID非公開）機能をYahoo!プレミアムへの入会不要かつ知恵コイン0枚で利用できるようになった。
  - 4月25日 - Google認定ユーザー制度が導入され、「Google注目ユーザー」と「Googleトップレベルユーザー」が「活躍中のチエリアン」の称号として新設された。
  - 12月14日 - 携帯電話版Yahoo!知恵袋のサービスを終了[5]。
- 2017年（平成29年）11月3日 - 知恵ノートのサービス提供終了[6]。
- 2018年（平成30年）6月4日 - Yahoo!知恵袋に投稿された質問[27]、『家に帰ると妻が必ず死んだふりをしています。』が映画化[28][29]。
- 2019年（平成31年）
  - 4月3日 - プレミアム特典を廃止。
  - 9月11日 - My知恵袋URLと表示名を変更[注 11][注 12]。
  - 10月17日 - 知恵袋アカウント移行ツール提供開始。
  - 12月11日 - 同年6月より告知されていたニックネーム（複数アカウント）機能終了[注 13]。
- 2020年（令和2年）
  - 1月16日 - ライフ制度の廃止。
  - 2月27日 - 投票機能の廃止[32]。
  - 10月8日 - 大規模な不具合の発生。
  - 10月12日 - 不具合を受けて一部機能変更[注 14]。
  - 12月7日 - 利用のルール変更。
- 2021年（令和3年）
  - 3月9日 - 「トップページ」「ヘッダー（全ページ）」のデザイン変更[34]。
  - 3月11日 - My知恵袋のデザインが刷新される[注 15]。
- 2022年（令和4年）7月6日 - Internet Explorer 11でのサポート終了[36]。

- 2023年（令和5年）
  - 5月31日 - 4種類のボタンで感謝などを示すことができる「選べるリアクションボタン」を提供開始[37]。
  - 8月30日 - アンケート形式「質問投稿・投票」テスト開始[38]。
  - 11月17日 -OpenAIの生成AIによる回答を表示する「AI回答機能」の試験提供を開始[39]。
- 2024年（令和６年）
- 2月15日-お知らせページリニューアル
- 5月9日-「ブラックリスト」登録件数増加＋仕様追加を行った。この日より、ブラックリスト（ブロックリスト）登録の件数が300件になった
- 5月22日-「お知らせ一覧」ページ、「全て既読」ボタン導入した。一括で既読にできる便利
- 5月30日-「AI回答機能」に生成AI「Claude 3」の回答が追加されました
- 6月13日-「ID非公開機能」が発表される
- 7月10日-この日より、ID非公開機能が廃止。ID非公開での新規投稿および、投稿後のID非公開に変更ができなくなった。ID非公開ができなくなったことにより、ID非公開の質問者をブロックリストに登録できるようになった。
- 8月21日-リアクション機能リニューアル
- 8月28日-ID非公開での投稿がマイ知恵袋から消えて、運営に移行されるので、URL一覧をダウンロードできる機能をこの日から提供した。
- 9月2日-この日より、２か月間かけて、ID非公開の投稿データを順次移行
- 9月26日-みんなの知恵袋を提供開始。過去のベストアンサーの回答を参考にして生成して回答する機能。AI回答リニューアル
- 10月2日-ブラックリスト→ブロックリストに名称変更

## 特徴・システム

### 質問
- 質問本文（全角2000文字以内）[40]
  - それまでの質問本文、追記欄が統合された。
- 画像ファイル（1つ）
  - 静止画のみ投稿可能であり、音源や動画は添付できない。
  - 局部などが写された猥褻な画像は添付が禁止されている[41]。ただし、医療カテゴリでの質問で止むを得ず必要な場合は容認される場合もある。
- カテゴリ（大・中・小分類）
  - 投稿前、質問者プレビューの際システム側からカテゴリの候補が提示される。質問者の意思でカテゴリ変更も可。

また質問が解決済みもしくは回答受付終了になる前に、
- 一度だけ「補足本文全角5～500文字」を追加できる。
- 回答の有無にかかわらず質問そのものの取り消しができる。質問者の意思による取り消しの際には、質問を取り消す理由の入力（全角5～200文字）が必要となる。この際、回答がないと10枚、あると300枚知恵コインが没収される[注 16]。
- TeXなどでの数式の表示、HTMLには対応していない。

本文、追記等はいずれも投稿後の修正はできない。質問は最長7日間掲載され回答を受け付ける。

### 回答
回答者は、1つの質問に対し1つの回答を投稿できる。回答には以下を指定できる。
- 本文（全角1～4000文字まで）
- 画像ファイル（1つ）

質問が解決済みまたは回答受付終了になるまでは回答そのものの取り消しができる。この際、15枚知恵コインが没収される。
パソコンでは不可能であるがアプリ版知恵袋の場合は回答の編集ができる。

### 返信
質問者は自分の質問についた回答に、回答者は自分が投稿した回答に対して返信を行うことができる。
- 2014年6月に回答に対する返信機能が追加され、代わりに回答の編集機能が廃止された。

### 選べるリアクションボタン
ベストアンサーやその他の回答が役に立った場合、質問者は回答ページの下部に表示される「ナイス！」ボタンを押して回答を評価する機能を採用していたが、一方で、「ナイス！」の意味合いが広く、回答者に対して適切なメッセージを伝えられないという意見も多かったことから、本機能を導入し、より詳細な表現が可能なボタンに置き換えた。ボタンに書かれた文字は「参考になる」「ありがとう」「感動した」「おもしろい」の4種類であり、文字の左側にはこれらを表す絵文字が表示されている。
また、「ナイス！」ボタンでは行えなかったON/OFF機能も追加しており、押したリアクションを取り消すことも可能。ユーザーが獲得したリアクションの総数は、「Yahoo!知恵袋」内のMyページで確認することもできる。

### ベストアンサーと投票
7日間の回答受付期間内に質問者が「ベストアンサー」（質問者がもっとも納得・満足した回答。正しいか・真実かとは一切無関係）を1つ決めることで、質問は解決扱いとなる。
質問者は、ベストアンサーを選ばずに回答受付を締め切り、投票に移すことができたが、2020年2月27日から投票機能が廃止され、自ら回答受付終了に移すことができなくなり、ベストアンサーを選ぶことが必要になった。ただしベストアンサーを選ばなかった場合でも、回答が1つでもついた投稿は「回答受付終了」ステータスに移行し削除されずに残り続ける。
かつての投票では、IDを持ったユーザーがひとりにつき1つの回答（自分が書き込んだ回答を除く）に票を投じることができ、1週間でもっとも多くの票を得た回答がベストアンサーとなっていた。得票数が同じ場合は投稿日時の早い方が優先された。「どの回答もベストアンサーにふさわしくない」という選択肢が回答への票数を上回った場合や、全体で1票も投票されなかった場合は、質問は取り消し扱いとなった。2014年に延長となるシステムにいったん変更されたが、2016年11月21日をもって延長は廃止され取り消しシステムに戻った。質問者本人に投票権はなく、回答者は自分の回答以外に票を入れられた。
解決した質問は、サイト上に半永久的に残される。また、質問者とベストアンサーに選ばれた回答者を除くID保持ユーザーが、「ナイス！」ボタンを押して評価することができる。

### ポイント・ランキングシステム
「知恵コイン」というポイント制度がある。質問や回答をする、質問を締め切る、ベストアンサーの獲得、ベストアンサーの獲得時に設定されたお礼、投票をする、最初にベストアンサーに投票する、役に立つ評価をする、役に立つと評価されるなどのことにより、コインが増えていく。獲得したコインは、質問時にベストアンサー対象者へのお礼として使うことができる。質問の一覧にはお礼が表示され、お礼が多いとより多くの回答をもらえることもある。
| 項目                                                                                                 | 枚数        | 備考                                                   |
| --- | ----------- | ------------------------------------------------------ |
| 利用登録                                                                                             | +1000       | Yahoo! JAPAN ID 1つにつき1回のみ                       |
| Yahoo!知恵袋へのログイン                                                                             | +5          | Yahoo! JAPAN ID 1つにつき1日1回のみ                    |
| 質問の投稿                                                                                           | +10         | 質問の補足には知恵コインはプラスされない。             |
| ベストアンサーを選んだ                                                                               | +25         |                                                        |
| 回答の投稿                                                                                           | +15         | 回答の編集には知恵コインはプラスされない。             |
| 投稿した回答がベストアンサーに選ばれた                                                               | +30         |                                                        |
| 返信の投稿                                                                                           | +0          |                                                        |
| お礼を受け取った                                                                                     | +25 ～ 500  | お礼設定がある質問で、ベストアンサーに選ばれた場合     |
| 質問の取り消し                                                                                       |             |                                                        |
| 質問者による取り消し                                                                                 | -300        | 回答受付中で回答ありの質問を取り消す場合               |
| 質問者による取り消し                                                                                 | -10         | 回答受付中で回答なしの質問を取り消す場合               |
| 掲載期間終了に伴う取り消し                                                                           | -10         | 回答が1件もつかなかった場合                            |
| 質問の投稿                                                                                           |             |                                                        |
| お礼を設定した                                                                                       | -25 ～ -500 |                                                        |
| 質問の削除                                                                                           |             |                                                        |
| 回答中の質問がYahoo! JAPANの判断により削除された                                                     | -10         |                                                        |
| 解決済みの質問がYahoo! JAPANの判断により削除された                                                   | -35         |                                                        |
| 回答の取り消し                                                                                       |             |                                                        |
| 回答者による取り消し                                                                                 | -15         | 回答者の加点取り消し                                   |
| Yahoo! JAPANの判断による質問の削除に伴う取り消し                                                     | 0           |                                                        |
| 質問者による質問の取り消しに伴う、回答の取り消し                                                     | 0           |                                                        |
| 回答の削除                                                                                           |             |                                                        |
| 回答中の質問の回答、解決済みの質問のベストアンサー以外の回答が、Yahoo! JAPANの判断によって削除された | -15         |                                                        |
| ベストアンサーがYahoo! JAPANの判断によって削除された                                                 | -45         | お礼を受け取っていた場合は、お礼の分もマイナスされる。 |
| コメントの取り消し・削除                                                                             |             |                                                        |
| 投稿した返信の取り消し                                                                               | 0           |                                                        |
| 投稿した返信がYahoo! JAPANの判断により削除された                                                     | 0           |                                                        |

参加者のランク付けとして、回答の成績（ベストアンサー率、ベストアンサー数、総回答数）により決まる「グレード」があり、100段階に分けられている（後述）。2015年6月8日までは大きく分けて7つ、細かく見ると21のランクがあった。グレード評価でもっとも重視されるのはベストアンサー率である。グレード制度導入当初はベストアンサー率と総回答数のみでグレード評価をしていたが、回答の取り消しを繰り返してグレードの引き上げを企てるユーザーが出たことから、2007年3月1日よりベストアンサー数もグレード評価の対象となった。
「ランキング」のシステムがある。2006年12月以前のランキングでは登録者の成績のランキングが主であったが、現在では1つの質問に対する関心度がランキングの主体になっている。前日に1つの質問に対して行われた閲覧、回答、知恵コレの3種類を「デイリーランキング」として発表している。上位50の質問がランク入りする。ランキング入りした質問は注目されやすいため、回答数などが大きく伸びる。
2023年11月現在に至るまで、知恵コインとTポイントなどの各種ポイント・現金・仮想通貨などとの交換は行われていない。

### 旧システム

#### ベータ版（2004年4月7日 - 2005年10月31日）
貢献度（ポイント）は、質問や回答などの投稿・ログイン（1日1回）・ベストアンサーに選ばれたりすると加点され、質問や回答を削除されると減点された。獲得貢献度によりレベルが1から10まで設定され、特に貢献度が多い参加者を上位100位までランキングしていた。貢献度を加点する際、投稿の質は考慮されなかったため、内容の薄い回答を繰り返して不正に貢献度を稼ぐ参加者が多く見られた（回答が削除されにくいこと、また質問が期限切れになった場合も回答が貢献度対象になるという仕様が悪用された。後者は正式版公開時に対処された）。
また、参加者はIDを非公開にすることも可能であった。正式版移行後はID非公開は廃止されたが、現在でもベータ時代に投稿された質問・回答はID非公開のまま残っているものもある。また、前述のようにID非公開機能は2012年4月5日より解決済み質問に限って10月末までの期間限定で提供され、その後11月28日にはプレミアム会員限定で「解決済みの質問・回答の投稿者名を非公開にする機能」が追加された。2019年4月3日 プレミアム特典が廃止されたため一般の利用者でも「解決済みの質問・回答の投稿者名を非公開にする機能」が利用可能になった。

#### 正式版（2005年11月7日 - 2006年12月14日）
貢献度の仕組みは、質問を解決すると上がるという点のほか、大きな変更は無かった。
レベルの概念がより重視されるようになった。レベル数（1〜25）は投稿者名の横に表示された。レベルは投稿数に応じて上がり、規約違反による管理者削除が一定まで増えると一気に下がった（意図的な違反投稿を抑制するための仕様）。2006年12月のリニューアルではベストアンサー率を重視したグレード制度へ変更された。
ランキングは開始当初、レベル・貢献度・ベストアンサーランキングの3つがあり、その後、週間ベストアンサー・週間 質問投稿・週間 回答投稿・（検索）キーワード・アクセスランキングが追加された。

### 規制
Yahoo!知恵袋では参加者の投稿に対する規制が何度も見直しされ、強化されている。
株主総会でも株主から多数のIDを取得して類似質問を繰り返し投稿されている事を指摘されその対策として、2021年4月より、ID取得に電話番号の登録が必要になった。

## 削除された質問の復活掲載
運営スタッフの判断により、質問内容が不適切、或いは質問の意図が読み取れない（質問になっていない）などと判断された場合は質問者に対する処分として質問が削除される。処分として削除された質問は如何なる場合も原則として復活することはない。ただし、運営者が何の問題もない質問を誤って削除してしまった場合は質問者自身による異議申し立てにより復活する場合も稀にある。削除された質問の復活掲載については削除を不服とした質問者本人による異議申し立てが必須であるため、質問者本人が異議を申し立てない限り復活掲載については議論されない。また、悪質な質問が後を絶たないことから運営側は復活掲載に対して消極的であるため、異議を申し立てても復活する可能性はゼロに等しいとされている。

## 知恵ノート
2011年8月20日から公開された新サービス。日常生活で得た知識や知恵を記載して、他人に役立てることができる。ノートの内容は、「こんなところがいいですね」「もっとこうしてほしい」「あれ?ちょっと教えてあげよう」といった視点からライターにアドバイスを送ることができ、間違いや不足部分などがあればノートの修正を依頼することもできる。また、投稿された知恵ノートに対する疑問を、「関連Q&A」として質問することも可能である。
このサービスは当初は「先行版」として公開されており、知恵袋参加者のうち一部の参加者のみ「先行ライター」として使用可能な状態であったが、同年12月12日の正式版移行後は参加者全員が利用できるようになった。
Q&Aと同様、参加者のランク付けとして「グレード」があり、こちらも大きく分けて7つ、細かく見ると21のランクがある。知恵ノートのグレードは総投稿数・平均閲覧数・平均評価数（その参加者の執筆した知恵ノートに対し「ナイス!」が押された数の平均）で決まる。
このサービスは2017年11月30日をもって終了した。

## My知恵袋
「Q&Aグレード」は自分だけが見られる情報で、「質問の成績」と「回答の成績」と「知恵コイン」はほかの人も見ることができる
。

### Q&Aグレード
現在のQ&Aグレードが表示されている。グレードを上げるためには、回答数、ベストアンサー数、ベストアンサー率で一定の値を満たす必要がある。現在の回答数、ベストアンサー数、ベストアンサー率の達成度がゲージで表され、次のグレードに上がるまでにどれくらい必要かを確認できる。

### 質問の成績
質問の解決率
「解決済みの質問数」を「質問総数」で割ったものが、パーセンテージで表示される。
解決済
ベストアンサーを選んで「解決済みにした質問数」が表示される。
質問総数
「解決済みの質問数」と「削除された質問数」の合計が表示される。
削除
規約違反等で「削除された質問数」が表示される。

### 回答の成績
ベストアンサー率
「ベストアンサー数」を「回答総数」で割ったものが、パーセンテージで表示される。
ベストアンサー数
「ベストアンサーに選ばれた回答数」が表示される。
その他の回答
「ベストアンサー以外の回答数」が表示される。
回答総数
「ベストアンサー数」と「ベストアンサー以外の回答数」と「削除された回答数」の合計が表示される。
削除
規約違反等で削除された回答数が表示される。
もらったリアクション
回答にリアクションされた回数がリアクション別に表示される。

### 知恵コイン
所有している「知恵コイン」の数を表示している。

## 用語
ベストアンサー（BA）
質問者が選んだ、もっとも納得、満足した回答を「ベストアンサー」とよぶ。ベストアンサーを選ぶことで、質問者から回答者へお礼の気持ちを表せられる。また、ベストアンサーを選んで解決済みにした質問には、質問者からコメントをつけられる。

参加者Yahoo! JAPAN IDを取得し、知恵袋の利用手続きを済ませている利用者のこと。知恵袋はYahoo! JAPANの非会員もIDを取得せずに閲覧できることから、コンテンツづくりに関与している利用者を表す言葉として初期から使用が見られ、ヘルプにも「参加する皆様」や「参加している方」と言った表現が使われている。

チエリアン/ブクラー参加者のこと。Yahooによる公式名はチエリアン。ブクラーは参加者の間で使われるようになり、Yahoo! JAPANがその後一度だけこの名前を公に使ったことがある。

カテゴリマスター
回答者が同じカテゴリでたくさん回答し、一定の条件でBAをたくさん獲得すると、その分野の5名までが自動的に選出されて、「カテゴリマスター」と表示されるようになる。誤解されていることが非常に多い称号だが、「カテゴリマスター」というのは「その分野の専門家」という意味ではなく、単に「その分野で過去のBA数が多かった」ということしか意味していない。カテゴリマスターの選出は自動的に行われ、その分野の知識が豊富であるかどうか、優れた見識を持っているかどうかというようなことは一切考慮されていない。また、BAを選ぶのは質問者側であるので、誤った内容の回答がBAに選ばれる場合も多いため、BA数という基準で選出されたカテゴリマスターの回答は、正しいかどうかの保証はまったくない。利用にあたっては十分注意が必要である。

活躍中のチエリアン
活躍度が高い参加者や、Yahoo! JAPANに認定された企業のアカウントに与えられる称号。「企業公式」「カテゴリマスター」の4種類がある。一定の条件を満たし活躍中のチエリアンとなると、My知恵袋にその称号が付与される。

グレード
参加者の活動を表す数字。回答数・BA率・BA数に応じて1から100まで回答数やベストアンサー率などによって決まる。
| グレード | 回答数         | ベストアンサー率 | ベストアンサー数 |
| -------- | -------------- | ---------------- | ---------------- |
| 1～9     | 0～242         | 0％              | 0～80            |
| 10～19   | 243～1804      | 5％              | 81～721          |
| 20～29   | 1805～5886     | 10％             | 722～2522        |
| 30～39   | 5887～13688    | 15％             | 2523～6083       |
| 40～49   | 13689～26410   | 20％             | 6084～12004      |
| 50～59   | 26411～45252   | 25％             | 12005～20885     |
| 60～69   | 45253～71414   | 30％             | 20886～33326     |
| 70～79   | 71415～106096  | 35％             | 33327～49927     |
| 80～89   | 106097～150498 | 40％             | 49928～71288     |
| 90～99   | 150499～205820 | 45％             | 71289～98009     |
| 100      | 205821         | 50％             | 98010            |

知恵コイン
質問や回答をする、BAに選ばれるなど一定の条件を満たすと増え、質問や回答が削除、取り消しされると減る、知恵袋内の参加者の活躍度をあらわす数字。また回答者へのお礼とすることができ、その質問のベストアンサーは添付された量のコインを貰える。

知恵コレクション
略称「知恵コレ」ともいう。ログインユーザが使えるブックマーク機能。知恵袋内の質問ページを知恵コレクションに登録すると、そのショートカットから手軽に質問ページへ移動できる。

ブラックリストいたずらや中傷などの不快な回答を繰り返す参加者はブラックリストに登録できる。BL（Black List）ともいう。登録された参加者は、登録した参加者の質問に回答・返信できなくなる。最大300個のIDを登録できる。

ライフ
かつてあった参加者の行状を示す値。登録時に3ポイントあり、規約違反などによる質問や回答、知恵ノートの削除10回ごとに1ポイント減らされる。3ライフすべて失うとYahoo!知恵袋の利用資格を失う。違反内容によっては、一度に全ライフを失う場合もある。2020年1月16日をもって廃止され、その後は一定数違反した場合、一週間利用禁止となるように変更されている。ライフ制度廃止前に利用資格を失ったアカウントの利用権は回復せず、使用できないままとなっている。

## カテゴリ
カテゴリには大きく分けて、「エンターテインメントと趣味」、「暮らしと生活ガイド」、「健康、美容とファッション」、「マナー、冠婚葬祭」、「生き方と恋愛、人間関係の悩み」、「子育てと学校」、「Yahoo! JAPAN」、「インターネット、通信」、「スマートデバイス、PC、家電」、「コンピュータテクノロジー」、「教養と学問、サイエンス」、「ビジネス、経済とお金」、「ニュース、政治、国際情勢」、「職業とキャリア」、「スポーツ、アウトドア、車」、「地域、旅行、お出かけ」、「その他」、「おしゃべり、雑談」の18種類ある。

### 「おしゃべり、雑談」カテゴリ
雑談、投稿練習といった質問がなるべく他の質問と混在してしまわないようにするため、交流掲示板として利用できるスペースとして「おしゃべり、雑談」というカテゴリが提供されている。このカテゴリには、質問者がベストアンサーを選ぶ機能がない、質問がトップページに表示されない、といった他のカテゴリとの差異がある。

## 逮捕事例
以下で示す逮捕事例は、Yahoo!知恵袋と関連する事件である。
- 2008年（平成20年）1月11日、入間市内の県立高校1年の男子生徒（当時16）が埼玉の中学校に爆破予告をしたとして威力業務妨害の疑いで埼玉県警狭山署により逮捕された[18]。

- 2011年（平成23年）2月上旬から下旬にかけて、同志社大学・京都大学・立教大学・早稲田大学の4つの大学の試験問題を知恵袋に投稿した仙台市在住の男子予備校生（当時19）が、ほかの利用者から得た回答を答案用紙に記入し、偽計業務妨害容疑で逮捕された[58]。

- 2012年（平成24年）11月6日、神奈川県逗子市で起きたストーカーによる女性殺害事件で、アパートで女性を殺害した容疑者が、Yahoo!知恵袋に質問、投稿し女性を殺害するために情報収集していた[59][60][61][62][63][64][65]。

- 2015年（平成27年）8月25日、少女（当時16）の家出を助長したとして、和歌山県警生活環境課と和歌山東署は県青少年健全育成条例違反（非行助長行為の禁止）の容疑で、大阪市西成区に住む無職の容疑者（当時34）が逮捕された[66]。

- 2018年（平成30年）1月に糖尿病を患っていた父をインスリンを過剰投与し殺害、同年3月には弟に睡眠薬を飲ませ練炭自殺に見せかけて殺害したとして殺人などの罪に問われ[67][68]、判決で無期懲役の言い渡された事件[注 26]で、女性被告（当時48）は父親がインスリンによって意識障害に陥る前の2017年に、Yahoo!知恵袋で父親の余命を質問していた[69][70][71][72]。

- 2023年（令和5年）2月9日、嘘の回答をして企業の信用を傷付けた疑いで当時67歳の男が逮捕された[73]。